# José da Silva Lisboa
José da Silva Lisboa, primeiro Barão e Visconde de Cairu GCNSC (Salvador, 16 de julho de 1756 — Rio de Janeiro, 20 de agosto de 1835), foi um economista, historiador, jurista, publicista e político brasileiro, ativo na época da Independência do Brasil e creditado pela promoção de importantes reformas econômicas.
Apoiador ardoroso de D. João VI e Pedro I, ocupou diversos cargos na administração econômica e política do Brasil após a instalação da corte no Rio de Janeiro, em 1808, incluindo Deputado da Real Junta do Comércio e Desembargador da Casa da Suplicação.
Teve papel importante no incentivo ao ensino de economia política no país, e participou ativamente na redação dos decretos que determinaram a abertura dos portos brasileiros e o fim da proibição de instalação de manufaturas no Brasil. A sua atitude favorável ao desenvolvimento econômico do Reino do Brasil acabaria por contribuir de forma importante para as condições indispensáveis à independência política do Brasil, em 1822.

## Dados biográficos
Filho de um arquiteto português, Henrique da Silva Lisboa, e de Helena Nunes de Jesus. Fez os preparatórios na Bahia desde seus oito anos, estudando Filosofia, música e piano. Concluiu os estudos em Lisboa, pois como o Governo português não permitia universidades na colônia, todos eram obrigados a se formar em Portugal, na Universidade de Coimbra. Ali seguiu os cursos jurídico e filosófico a partir de 1774, formando-se em 1778. Nesse ano, foi nomeado substituto das cadeiras de grego e de hebraico do Colégio das Artes de Coimbra. Bacharel em cânones pela Universidade de Coimbra, onde concluiu os cursos de Filosofia e Medicina. Ainda em Coimbra, bem à moda do século XVIII, estudou hebraico e grego. Em 1778 ainda, foi nomeado professor de filosofia nacional e moral, para a cidade de Salvador, na Bahia,  cuja cadeira regeu 19 anos, e a da língua grega, que ali criou, por cinco anos.

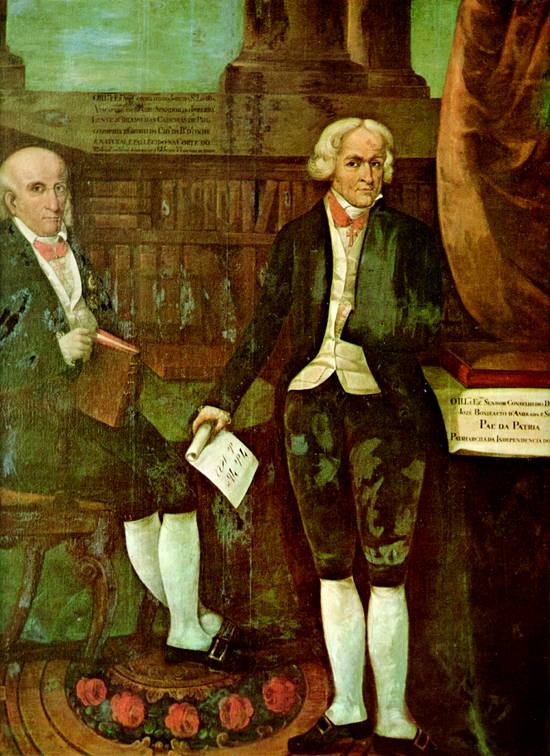
Cairu e José Bonifácio, em quadro de R. Nunes, duas figuras de proa do Primeiro Reinado, no Brasil

### Carreira pública
Visconde de Cairu, economista brasileiro acompanhava as últimas teorias europeias, como as de Adam Smith, que mencionavam que um país só progride se seus industriais e comerciantes dispõem do máximo de liberdade para ganhar dinheiro. Assim tão logo D. João desembarcou no Brasil, pediu audiência para lhe propor a abertura dos portos brasileiros. A abertura, entretanto, já estava decidida pela "Convenção Secreta de Londres".
Em 1797 voltou a Portugal, obtendo sua aposentadoria e a nomeação para o lugar de deputado e secretário da Mesa da Inspeção da Bahia, para onde partiu de novo. Tomou posse do cargo em 1798, ficando em exercício até 1808.
Em 1801 publicou em Lisboa sua primeira obra, Princípios do Direito Mercantil e Leis da Marinha para uso da mocidade portuguesa, que compreende o seguro marítimo, o câmbio marítimo, as avarias, as letras de câmbio, os contratos mercantes, os tribunais e as causas de comércio.
Em 1804 publicou sua obra capital, o tratado Princípios de economia política, o primeiro livro que sobre semelhante assunto se escrevia em português, inspirado nos princípios da nova ciência, fundada por Adam Smith. Em 1804 escreveu as famosas «Observações apologéticas acerca da crítica que faz contra Smith o autor das Memórias Políticas sobre as Verdadeiras Bases da Grandeza das Nações».
De 1801 a 1808 continuou a publicar sua obra em sete volumes Princípios de Direito mercantil e leis de marinha etc.
Em artigo publicado em 2013, o historiador Pablo Antonio Iglesias Magalhães afirma que José da Silva Lisboa foi o autor de um livro de poemas confessionais intitulado Flores celestes colhidas entre os espinhos da sagrada coroa da augusta, veneravel e soberana cabeça do divino e immortal rei dos séculos Jesu Christo, Deos e homem verdadeiro Tecidas em cinco ramalhetes em honra, e louvor das cinco preciosissimas chagas de Nosso adoravel e amoroso Redemptor e Salvador, impresso em Lisboa em 1807 e com segunda edição baiana impressa por Silva Serva, da qual não se conhece nenhum exemplar. Silva Lisboa teria usado os pseudônimos José Cortez Sol Posto / Cigano da Bahia.
No Rio de Janeiro, publicou em 1808 as Observações sobre o comércio franco no Brasil, três partes em dois volumes.
Quando o Príncipe Regente chegou à Bahia, Lisboa era funcionário da Mesa de Inspeção da Agricultura e Comércio da Bahia e lhe coube redigir a Representação dos comerciantes de Salvador, na qual pediam levantar o embargo do comércio com Portugal, ocupado pela França. Assim, hebraísta, helenista, economista e jurista, seria o divulgador no Brasil dos princípios clássicos da economia liberal e ao mesmo tempo da ortodoxia católica em matéria de política. Apresentou assim a D. João, Príncipe Regente, as vantagens da abertura dos portos brasileiros às nações amigas de Portugal. Disto resultou a Carta Régia de 24 de janeiro de 1808, que oficializou o ato. Ocupava, na época, o cargo de professor de Economia Política.

### No Rio de Janeiro com a corte

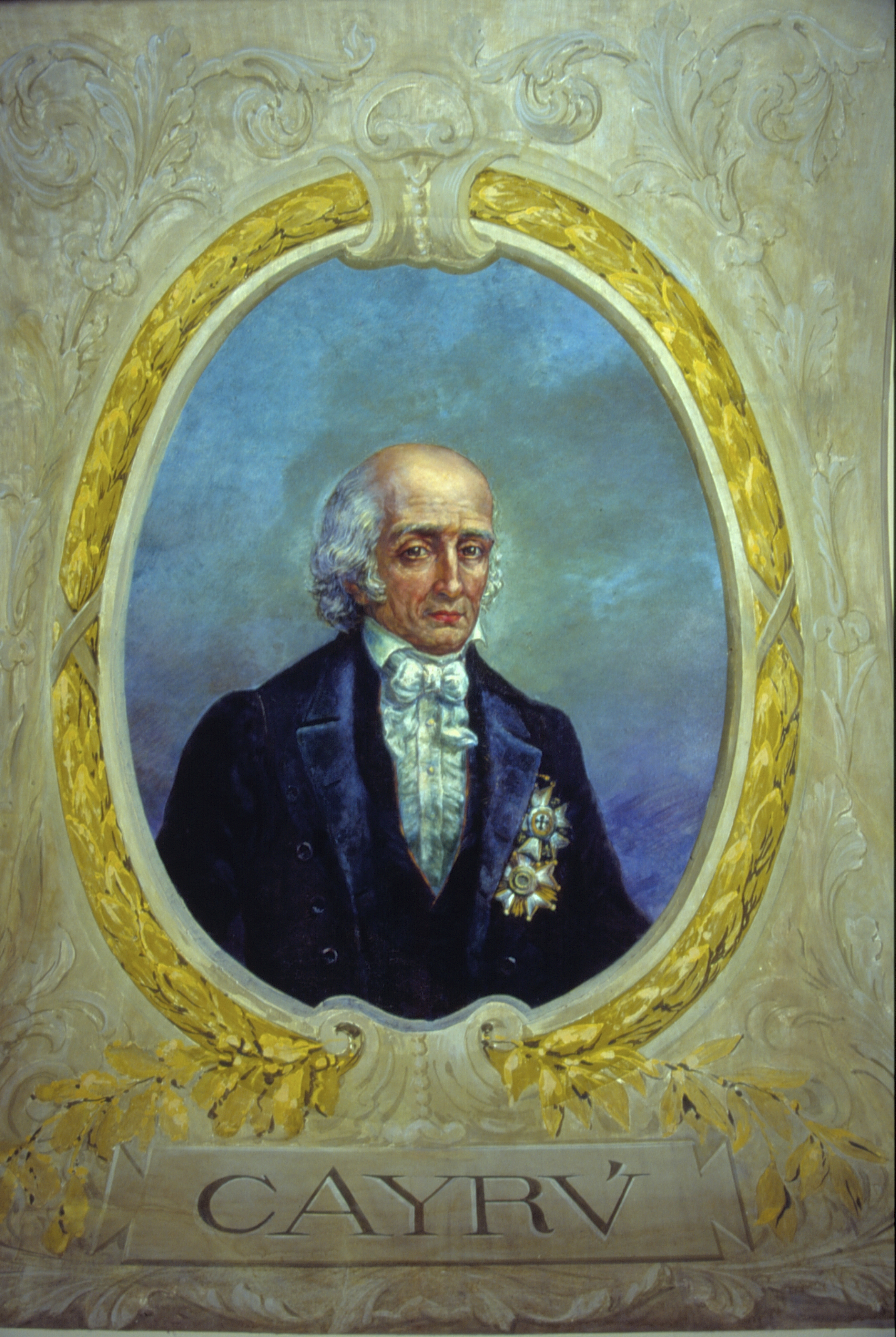
Em quadro de Domenico Failutti.

D. João ordenou a Silva Lisboa que o acompanhasse ao Rio de Janeiro, para auxiliá-lo. Distinguido desta forma, chegou ao Rio de janeiro a 7 de março de 1808, e logo em abril seguinte foi nomeado desembargador da Mesa do Desembargo do Paço e da Consciência e Ordens.
Em agosto de 1808, foi feito deputado da Real Junta do Comércio, Agricultura, Fábricas e Navegação do Estado do Brasil; em 1809 foi incumbido de organizar um código de comércio; em 1810 recebeu a mercê do hábito de Cristo; em 1815 foi encarregado do exame das obras para a impressão; em 1821, foi incluído na lista dos membros da Junta de cortes para o exame das leis constitucionais discutidas então em Lisboa, e inspetor-geral dos estabelecimentos literários e diretor dos estudos.
Silva Lisboa tentou reconciliar Portugal e o Brasil, e impedir a separação, e para isso fundou um jornal, O Conciliador do Reino Unido, em que defendeu os direitos do Príncipe e ponderou as vantagens da monarquia continental. Quando a esperança de conciliação desapareceu, e para não perder a coroa, o príncipe regente D. Pedro de Alcântara se pôs à frente do movimento independentista, Lisboa não hesitou e principiou a combater pela independência. Escreveu uma obra, As Reclamações, de grande efeito.
Defensor da centralização do poder, Silva Lisboa combateu na imprensa os revolucionários da Confederação do Equador e no seu Rebate brasileiro polemizou com o Typhis Pernambucano de frei Caneca. No mesmo ano, 1824, publicou o Apelo à honra brasileira contra a Facção Federalista de Pernambuco.
Depois da independência, continuou a exercer cargos elevados, recebendo distinções honoríficas. Foi agraciado em 1825 pelo Imperador D. Pedro I com o título de barão e depois em 1826 de visconde de Cairu, sendo ainda escolhido mais tarde senador do Império.
Foi Desembargador da Mesa do Paço e da Casa de Rogo, deputado e senador. Em 1832, lutou pela criação de uma Universidade no Rio de Janeiro, fato só concretizado quase cem anos depois, com a fundação da UFRJ.

## Comentário sobre sua obra

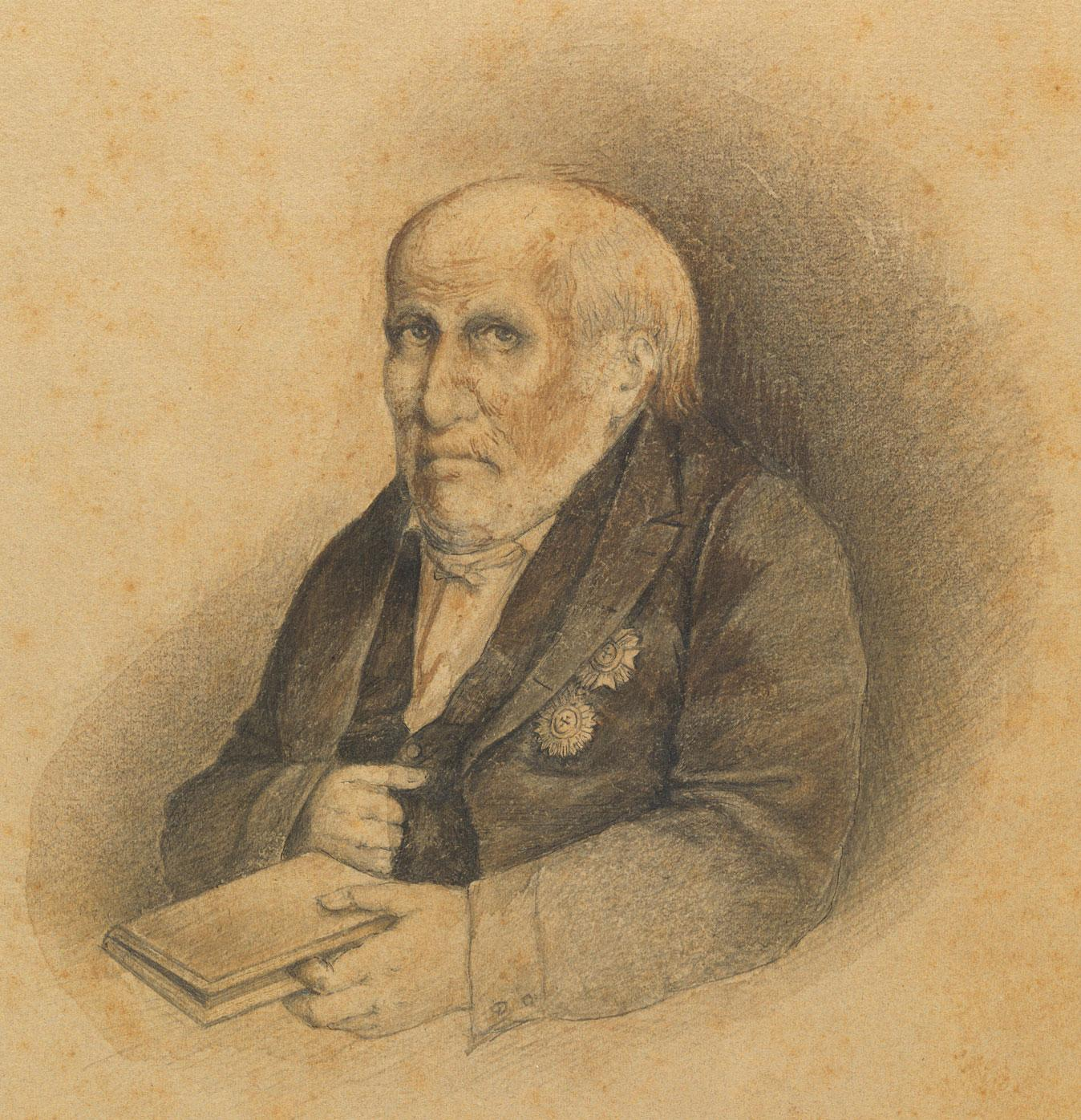
Jose da Silva Lisboa, Visconde de Cayrú.

Diz a Introdução, página 321, da obra «Portugal como Problema - A Economia como Solução», Público-Fundação Luso-Americana, Lisboa 2006:
«Nos seus diversos livros e panfletos, recorre abundantemente a uma concepção de economia política fiel aos ensinamentos de Smith e assente num conjunto coerente de ideias e princípios fundamentais. Nomeadamente, a ideia de progresso e de busca incessante da prosperidade e da felicidade social, da qual faz parte integrante a educação, a instrução pública, a produção e a divulgação do conhecimento científico e dos resultados da inteligência humana. Também presente a ideia de que o Estado deve assegurar uma proteção ao bem comum, sem interferência excessiva nos assuntos particulares e com o permanente cuidado de não utilizar de forma abusiva os recursos gerados pela sociedade civil. Daqui decorre um outro princípio, o da valorização da concorrência entre agentes económicos como condição essencial do bom funcionamento da economia nacional, a par da defesa intransigente da liberdade de trabalho e de iniciativa individual.
Foi em nome da ortodoxia smithiana que José da Silva Lisboa invectivou, em 1804, as teses que Rodrigues de Brito explanara nos primeiros tomos de sua obra publicados em 1803. Este autor, por sua vez, respondeu a Silva Lisboa no ano seguinte, em 1805, no terceiro tomo das suas Memórias Políticas. A polémica e a discussão não ficaram por aqui. Silva Lisboa contra-argumentou e voltou a rebater o seu opositor num longo apêndice aos Princípios de Economia Política que até recentemente se manteve inédito.»

Princípios de direito mercantil, 1801

### Obra Historiográfica
Silva Lisboa escreveu diversos livros de história que acompanhavam a conturbada conjuntura política em que viveu. Em 1815 publicou as Memória sobre a vida de Lord Wellington, em 1818 as Memórias sobre os benefícios políticos de El-Rei Dom João VI, na década de 1820 publicou diversos volumes de sua inacabada História dos principais sucessos políticos do Império do Brasil.

## Academia Brasileira de Letras
Com a inovação da Academia Brasileira de Letras em criar os sócios Correspondentes, mais adiante foram sugeridos que se fizesse também o patronato de suas 20 cadeiras, cabendo a última delas ao Visconde de Cairu, seu patrono.